# Phaeochrous tumbanus
Phaeochrous tumbanus är en skalbaggsart som beskrevs av Louis Burgeon 1928. Phaeochrous tumbanus ingår i släktet Phaeochrous och familjen Hybosoridae. Inga underarter finns listade i Catalogue of Life.